# Ковтун Георгій Кирилович
Гео́ргій Кири́лович Ко́втун (нар. 28 вересня 1930 — 11 грудня 2004) — український спецпризначенець. Заступник Голови КДБ УРСР, керівник Головного управління розвідки Служби національної безпеки України (1984—1992). Генерал-майор, доктор юридичних наук.

## Життєпис
Народився 28 вересня 1930 року в селі Виноградівка Михайлівського району Амурської області. З відзнакою закінчив Канське училище військових перекладачів Радянської армії (училище Головного розвідувального управління Генерального штабу Радянської армії), що у Канську Красноярського краю. Спеціалізувався на англійській і китайській мовах. У 1958—1962 роках навчався у Вищій школі КДБ при Раді Міністрів СРСР ім. Ф. Е. Дзержинського.
Служив у Забайкаллі, у складі спецгрупи виконував завдання на Тибеті. Служив у центральному апараті КДБ, Західному та Далекосхідному прикордонних округах. Брав безпосередню участь у локалізації прикордонного китайсько-радянського конфлікту, під час якого була спроба захоплення китайськими регулярними частинами острова Даманський.
У 1984 році призначений заступником Голови КДБ УРСР. Зробив вагомий внесок у підвищення ефективності діяльності Першого (розвідувального) управління КДБ Української РСР, яке боролося із українським визвольним рухом за кордоном, зокрема вело аґенутурну та підривну діяльність серед української дияспори.
З 1991 року брав активну участь у перетворенні органів КДБ УРСР на Службу безпеки України.
З листопада 1991 по грудень 1992 рр. — був заступником Голови СНБ України — начальником Головного управління розвідки Служби національної безпеки України.

## Автор праць
- Філософія розвідки.— К.: Президент, 2001.— 629 с.

## Нагороди та відзнаки
- 2 ордени Червоної Зірки (1977 р., 1984 р.),
- орден Червоного Прапора (1990 р.),
- нагрудні знаки «Почесний співробітник держбезпеки» (1967 р.)
- «Почесна відзнака ГУР СБ України» (2002 р.),
- медаль «За отличие в охране государственной границы СССР» (1958 р.),
- медаль «За безупречную службу» I (1970 р.), II (1965 р.) і III (1960 р.) ступенів.